# Banksia aquilonia
Banksia aquilonia là một loài thực vật có hoa trong họ Quắn hoa. Loài này được (A.S.George) A.S.George miêu tả khoa học đầu tiên năm 1996.